# Test iterativo de latencia de sueño
| Minutos | Somnolencia |
| ------- | ----------- |
| 0-5     | Severa      |
| 5–10    | Preocupante |
| 10–15   | Manejable   |
| 15–20   | Excelente   |

El Test iterativo de latencia de sueño O Test de Latencias Múltiples del Sueño (TILS o TLMS en español, MSLT en inglés) es una herramienta de diagnóstico de trastornos del sueño. Se utiliza para medir el tiempo transcurrido desde el comienzo de un período de siesta durante el día hasta los primeros signos de sueño, llamado latencia del sueño (LIS). La prueba se basa en la idea de que cuanto más somnolienta sea la gente, más rápido se quedará dormida.
El TLMS/MSLT se usa ampliamente para detectar trastornos de somnolencia excesiva como la narcolepsia o la hipersomnolencia idiopática, para distinguir entre el cansancio físico y la verdadera somnolencia diurna excesiva, o para evaluar si los tratamientos para los trastornos respiratorios están funcionando. Su objetivo principal es descubrir lo fácilmente que una persona se dormirá en un entorno propicio, la consistencia o variabilidad de dicha latencia, y la forma en que se duerme en términos de  sueño REM y otros patrones cerebrales. Esto se puede usar para identificar y diferenciar entre varios problemas de sueño. 
La prueba consiste en cuatro o cinco oportunidades para tomar una siesta de 20 minutos separadas dos horas, a menudo después de un estudio de sueño nocturno. Durante la prueba, se monitorean y registran datos tales como las ondas cerebrales del paciente, el  EEG, la actividad muscular y los movimientos oculares. La prueba completa normalmente toma alrededor de 7 horas durante el transcurso de un día.

## Historia
El test o prueba iterativa de latencia del sueño (TLMS/MSLT) fue creada en 1977 por los pioneros del estudio del sueño William C. Dement y Mary Carskadon. Se desarrolló a partir de la repetición de un proyecto realizado en 1970 por el Dr. Dement llamado el día de 90 minutos. Informalmente llamaron al rango de 0 a 5 minutos zona de penumbra debido a su indicación de incapacidad física y mental extrema.